# IC 896
IC 896 ist eine Elliptische Galaxie vom Hubble-Typ E3 im Sternbild Jungfrau auf der Ekliptik. Sie ist schätzungsweise 292 Millionen Lichtjahre von der Milchstraße entfernt und hat einen Durchmesser von etwa 120.000 Lichtjahren. Vom Sonnensystem aus entfernt sich die Galaxie mit einer errechneten Radialgeschwindigkeit von näherungsweise 6.600 Kilometern pro Sekunde.
Das Objekt wurde am 26. Juli 1892 vom französischen Astronomen Stéphane Javelle entdeckt.

## Galaktisches Umfeld
| Nr. | Galaxie                 | Alternativname            | Rek           | Dek           | Distanz/asec |
| --- | ----------------------- | ------------------------- | ------------- | ------------- | ------------ |
| →   | IC 896                  | LEDA/PGC 47794            | 13h34m10.217s | +04d52m06.49s | 0            |
| 1   | LEDA/PGC 1275248        | WISEA J133414.82+045500.1 | 13h34m14.810s | +04d55m00.60s | 186.13       |
| 2   | LEDA/PGC 1273170        | NSA 31399                 | 13h34m05.726s | +04d46m49.69s | 323.84       |
| 3   | LEDA/PGC 47784          | UGC 8543                  | 13h34m03.667s | +04d45m13.39  | 424.34       |
| 4   | LEDA/PGC 1273445        | WISEA J133344.23+044754.9 | 13h33m44.242s | +04d47m55.14s | 462.52       |
| 5   | 2MASX J13344314+0500507 | WISEA J133443.15+050051.1 | 13h34m43.170s | +05d00m51.20s | 719.50       |
| 6   | LEDA/PGC 47783          | NSA 31395                 | 13h34m06.817s | +05d06m08.36s | 843.43       |
| 7   | 2MASX J13350055+0443456 | WISEA J133500.58+044345.2 | 13h35m00.589s | +04d43m45.36s | 904.49       |